# Fridtjof Stidsen
Fridtjof Stidsen (født 1956) er tidligere byrådspolitiker for Kristendemokraterne og 2. viceborgmester i Hedensted Kommune.
Fridtjof Stidsen kom først ind i byrådet for Gl. Hedensted Kommune i 2000.
Ved Kommunalvalget 2009 fik Kristendemokraterne det 27. og sidste mandat og kunne dermed sprænge den konstituering, der tidligt på valgnatten var bekendtgjort af Venstre, Dansk Folkeparti og De Konservative. Dette medførte flere udvalgspladser til mindretalsgruppen (Socialdemokratiet, SF og Kristendemokraterne) og at De Konservatives viceborgmesterpost overgik til Kristendemokraterne.